# Rheinniederung von Karlsruhe bis Philippsburg
Das FFH-Gebiet Rheinniederung von Karlsruhe bis Philippsburg ist ein im Jahr 2005 durch das Regierungspräsidium Karlsruhe nach der Richtlinie 92/43/EWG (Fauna-Flora-Habitat-Richtlinie) angemeldetes Schutzgebiet (Schutzgebietskennung DE-6816-341) im deutschen Bundesland Baden-Württemberg. Mit Verordnung des Regierungspräsidiums Karlsruhe zur Festlegung der Gebiete von gemeinschaftlicher Bedeutung vom 12. Oktober 2018 wurde das Schutzgebiet festgelegt.

## Lage
Das rund 4.651 Hektar große FFH-Gebiet besteht aus mehreren Teilgebieten und gehört zu den Naturräumen 222-Nördliche Oberrheinniederung und
223-Hardtebenen innerhalb der naturräumlichen Haupteinheit 22-Nördliches Oberrheintiefland. Es liegt zwischen Karlsruhe und Philippsburg und erstreckt sich über die Markungen von sechs Städten und Gemeinden.
- Stadtkreis Karlsruhe: 93,0271 ha = 2 %

Landkreis Karlsruhe:
- Philippsburg: 744,2169 ha = 16 %
- Eggenstein-Leopoldshafen: 1116,3254 ha = 24 %
- Graben-Neudorf: 465,1356 ha = 10 %
- Linkenheim-Hochstetten: 604,6762 ha = 13 %
- Dettenheim: 1581,461 ha = 34 %

## Beschreibung und Schutzzweck
Es handelt sich um naturnahe und regenerierbare Auen- und Feuchtwälder mit bedeutenden Vorkommen von Stromtalarten und Wasserpflanzen (Trapa natans, Salvinia natans) und seltenen Typen des Extensivgrünlands. Hohe Bedeutung für gefährdete Tierarten. Es bestehen zahlreiche Bauwerke zur Urbarmachung einer Auenlandschaft (Damm- und Grabensysteme, Schleusen). Großflächige Reste eines Auenreliefs: Mäanderbögen, ehemalige Rheinläufe mit Niedermoorbildung, Uferwälle, Schluten, Altarme, Kiesrücken unterschiedlich alter Rheinsysteme.

### Lebensraumklassen
(allgemeine Merkmale des Gebiets) (prozentualer Anteil der Gesamtfläche)
Angaben gemäß Standard-Datenbogen aus dem Amtsblatt der Europäischen Union
|                                                    |                                                    |  |      |      |
| N06 – Binnengewässer (stehend und fließend)        | N06 – Binnengewässer (stehend und fließend)        |  | 24 % | 24 % |
| N08 – Heide, Gestrüpp, Macchia, Garrigue, Phrygana | N08 – Heide, Gestrüpp, Macchia, Garrigue, Phrygana |  | 1 %  | 1 %  |
| N10 – Feuchtes und mesophiles Grünland             | N10 – Feuchtes und mesophiles Grünland             |  | 12 % | 12 % |
| N14 – Melioriertes Grünland                        | N14 – Melioriertes Grünland                        |  | 7 %  | 7 %  |
| N15 – Anderes Ackerland                            | N15 – Anderes Ackerland                            |  | 12 % | 12 % |
| N16 – Laubwald                                     | N16 – Laubwald                                     |  | 43 % | 43 % |
| N23 – Sonstiges                                    | N23 – Sonstiges                                    |  | 1 %  | 1 %  |
|                                                    |                                                    |  |      |      |

### Lebensraumtypen
Gemäß Anlage 1 der Verordnung des Regierungspräsidiums Karlsruhe zur Festlegung der Gebiete von gemeinschaftlicher Bedeutung (FFH-Verordnung) vom 12. Oktober 2018 kommen folgende Lebensraumtypen nach Anhang I der FFH-Richtlinie im Gebiet vor:
| EU Code | Lebensraumtyp (offizielle Bezeichnung)                                                                                            | Kurzbezeichnung                                              | Hektar |
| ------- | --- | ------------------------------------------------------------ | ------ |
| 3140    | Oligo- bis mesotrophe kalkhaltige Gewässer mit benthischer Vegetation aus Armleuchteralgen                                        | Kalkreiche, nährstoffarme Stillgewässer mit Armleuchteralgen | 043,45 |
| 3150    | Natürliche eutrophe Seen mit einerVegetation des Magnopotamions oder Hydrocharitions                                              | Natürliche nährstoffreiche Seen                              | 642,56 |
| 3260    | Flüsse der planaren bis montanen Stufe mit Vegetation des Ranunculion fluitantis und des Callitricho-Batrachion                   | Fließgewässer mit flutender Wasservegetation                 | 049,96 |
| 3270    | Flüsse mit Schlammbänken mit Vegetation des Chenopodion rubri p.p. und des Bidention p.p.                                         | Schlammige Flussufer mit Pioniervegetation                   | 010,33 |
| 6210    | Naturnahe Kalk-Trockenrasen und deren Verbuschungsstadien (Festuco-Brometalia)                                                    | Kalk-Magerrasen                                              | 006,10 |
| 6410    | Pfeifengraswiesen auf kalkreichem Boden, torfigen und tonig-schluffigen Böden (Molinion caeruleae)                                | Pfeifengraswiesen                                            | 005,75 |
| 6430    | Feuchte Hochstaudenfluren der planaren und montanen bis alpinen Stufe                                                             | Feuchte Hochstaudenfluren                                    | 000,95 |
| 6510    | Magere Flachland-Mähwiesen (Alopecurus pratensis, Sanguisorbaofficinalis)                                                         | Magere Flachland-Mähwiesen                                   | 174,22 |
| 7210    | Kalkreiche Sümpfe mit Cladium mariscus und Arten des Caricion davallianae                                                         | Kalkreiche Sümpfe mit Schneidried                            | 000,08 |
| 7230    | Kalkreiche Niedermoore | Kalkreiche Niedermoore                                       | 002,44 |
| 9130    | Waldmeister-Buchenwald (Asperulo-Fagetum)                                                                                         | Waldmeister-Buchenwald                                       | 001,41 |
| 9160    | Subatlantischer oder mitteleuropäischer Stieleichenwald oder Hainbuchenwald (Carpinion betuli)                                    | Sternmieren-Eichen-Hainbuchenwald                            | 095,83 |
| 91E0    | Auenwälder mit Alnus glutinosa und Fraxinus excelsior (Alno-Padion, Alnion incanae, Salicion albae)                               | Auenwälder mit Erle, Esche, Weide                            | 298,89 |
| 91F0    | Hartholzauenwälder mit Quercus robur, Ulmus laevis, Ulmus minor, Fraxinus excelsior oder Fraxinus angustifolia (Ulmenion minoris) | Hartholzauenwälder                                           | 065,20 |

### Zusammenhängende Schutzgebiete
Das FFH-Gebiet überschneidet sich teilweise mit dem Landschaftsschutzgebiet 2.15.012 Rheinaue nördlich von Karlsruhe und dem EU-Vogelschutzgebiet 6816-401 Rheinniederung Karlsruhe-Rheinsheim.
Innerhalb des Gebiets liegen die Naturschutzgebiete
- 2016-Altrhein-Königsee
- 2058-Rußheimer Altrhein-Elisabethenwört
- 2081-Altrhein Kleiner Bodensee
- 2127-Oberbruchwiesen
- 2225-Erlich